# Albrunna lund

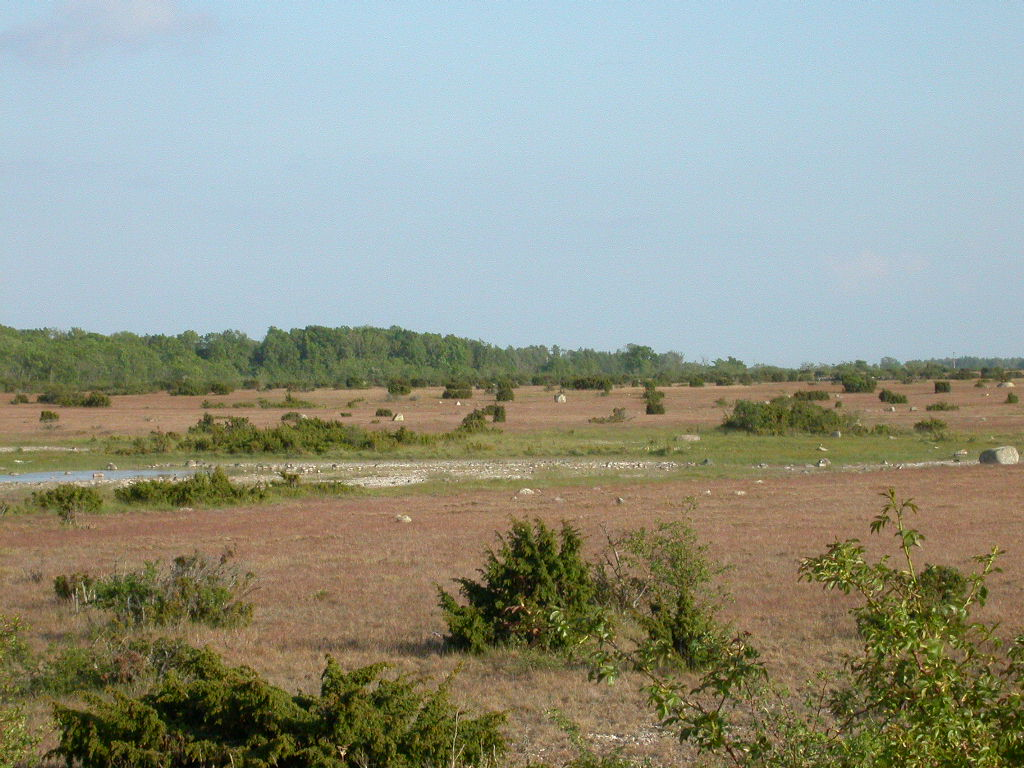
Alvarlandschaft

Albrunna lund ist ein Laubwald und Naturreservat auf der schwedischen Ostseeinsel Öland.

## Lage
Der Wald liegt im südwestlichen Teil der Insel, östlich des Ortes Albrunna am westlichen Rande der kargen Alvarlandschaft des Stora Alvaret. Der Albrunna lund bildet den westlichen Teil des seit 1998 bestehenden 467 Hektar großen Albrunna naturreservats, welches in seinem östlichen Teil Flächen des Stora Alvaret umfasst. Das Waldgebiet Albrunna lund umfasst eine Fläche von 36 Hektar. Zum Stora Alvaret hin ist der Wald durch eine alte Steinmauer abgegrenzt, die zur Begrenzung der Weidemöglichkeit errichtet wurde.
Der Wald untergliedert sich in zwei räumlich getrennte Teilgebiete, den größeren Nordteil und einen kleineren, jüngeren südlichen Teil. Das Gebiet ist als Natura-2000-Gebiet ausgewiesen.

## Geschichte
Der kleine Wald stellt den südlichsten Rest eines großen Laubwaldes dar, der sich ursprünglich an der Westküste Ölands entlang zog. Ein weiterer Rest dieses Waldes ist zum Beispiel Halltorps hage im mittleren Küstenabschnitt. Carl von Linné besuchte am 17. Juni 1741 auf seiner Ölandreise Albrunna lund und beschrieb es als schönen Eichenwald. Er erwähnte mehrere Kräuter (Laserkraut, Knoblauchrauke und Leberblümchen), die sich auch heute noch am Waldrand finden.
86 Jahre später war der Wald jedoch gänzlich verschwunden. Der Chronist Abraham Ahlquist notierte 1827, dass man auf dem Acker bei Albrunna Überreste eines alten Eichenwaldes finden könne. Ursächlich hierfür war die Aufhebung der restriktiven Jagd- und Forstbestimmungen im Jahr 1801. Zuvor galt Öland über mehrere Jahrhunderte als königliches Jagdrevier. Bäume und Wild waren Staatseigentum und durften von der ansässigen Bevölkerung nicht genutzt werden. Die einschneidenden Bestimmungen der Jagdverordnung gingen so weit, dass den Hunden der Bauern ein Bein amputiert werden musste, damit die Hunde keine Gefahr für das Wild darstellten.
Mit der Aufhebung der Jagdreviere wurde das bisherige Staatseigentum örtlichen Bauern zugeteilt. Es setzte ein dramatischer Raubbau an, der sowohl auf einer Knappheit an Bauholz als auch auf der bewussten exzessiven Ausnutzung der neuen Rechte beruhte. Innerhalb kürzester Zeit verschwand der Wald von Albrunna.
Die Gegend wurde landwirtschaftlich und vor allem zur Heugewinnung genutzt. Zwischen einzelnen Laubbäumen und Büschen bestanden große Wiesen. Die Bäume auf den Laubwiesen wurden regelmäßig beschnitten, die Wiesen beweidet. Diese Nutzung hielt wohl bis zum Anfang des 20. Jahrhunderts an. Bis in die 1960er Jahre dienten Flächen als Weiden für Rinder und Pferde. In alten Karten ist im Gebiet des heute wieder nachgewachsenen Waldes auch ein Spielplatz Lek Platts verzeichnet. Dieser dürfte von den Bewohnern Albrunnas für Feste im Frühling und Mittsommer benutzt worden sein.
In den 1930er Jahren entstand im nördlichen Teil des Waldes eine Tanzdiele, die bis in die 1960er Jahre bestand. Noch heute sind die Betonfundamente zu erkennen. Hier hielt der schwedische Ministerpräsident Tage Erlander 1960 vor 2.000 Menschen eine Wahlkampfrede.
Im Gebiet des Waldes sind ungefähr 15 kellerartige Räume verteilt. Hierbei handelt es sich um Schutzräume, die das schwedische Militär in der Zeit des Zweiten Weltkriegs errichtet hatte.

## Ökologie

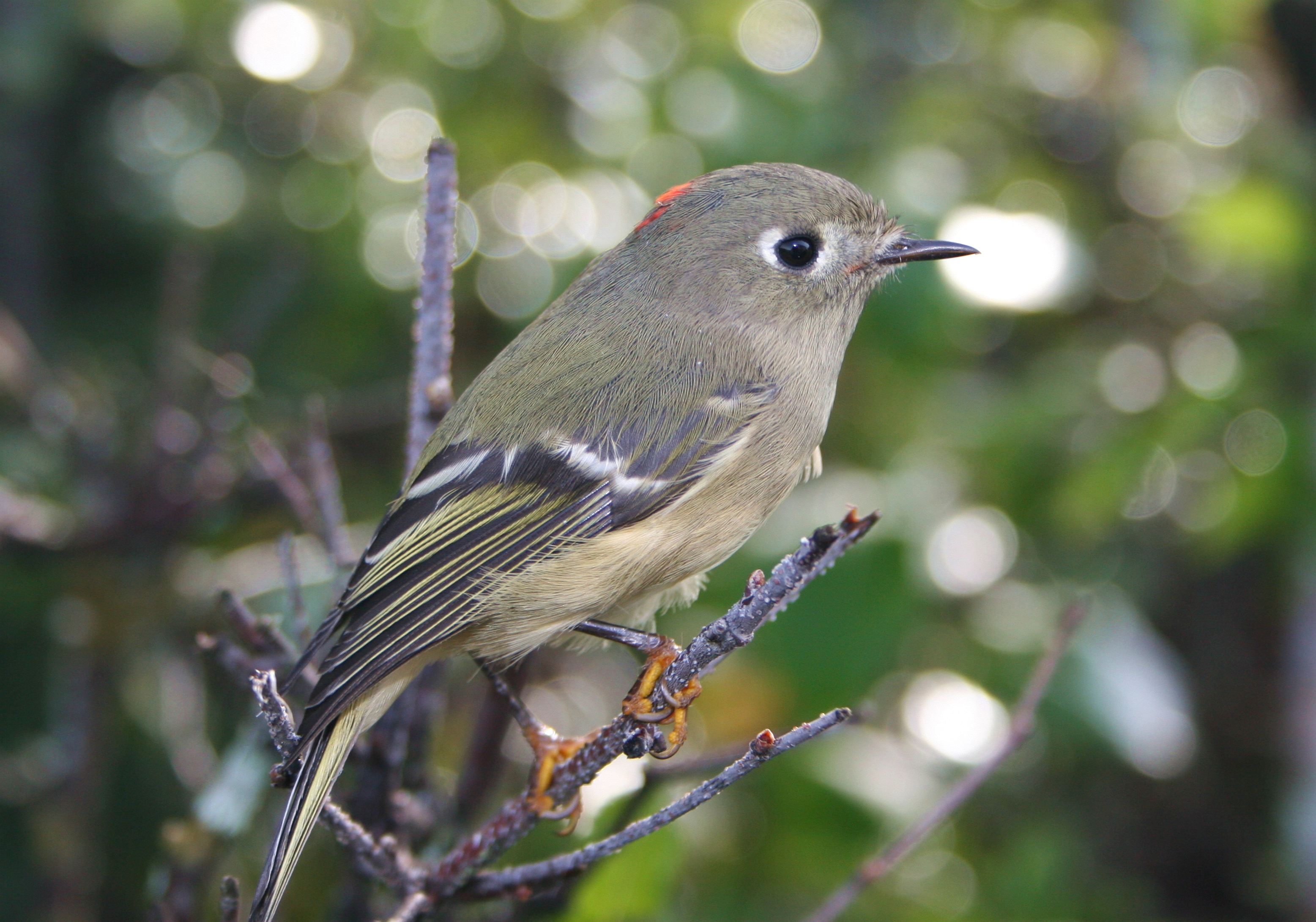
Goldhähnchen

Ursprünglich war der Wald durch Eichen dominiert. Heute herrscht die Esche vor, Eichen sind jedoch noch vorhanden. Im südlichen Wald sind Eiche und Birke stärker vertreten. Die ältesten Bäume befinden sich im Zentrum des Waldes, wo das durchschnittliche Alter der Bäume etwa 100 Jahre beträgt. Die Buschschicht wird vor allem von Hasel, Rotem Hartriegel, Schwarzdorn und Pfaffenhütchen gebildet. Der noch in den 1920er Jahren häufiger vorkommende Weissdorn geht mit dem dichter werden des Waldes zurück. Besonders im Frühjahr ist auch die Rote Heckenkirsche auffällig. Es kommen auch Gelbes Windröschen, Buschwindröschen, Scharbockskraut, Waldbingelkraut, Leberblümchen, Wiesenschaumkraut, Gemeines Lungenkraut, Hohler Lerchensporn, Vielblütiger Weisswurz, Zwiebel-Zahnwurz und besonders häufig das Adonisröschen vor. Das Adonisröschen ist möglicherweise die bekannteste Pflanze Albrunna lunds, da es auf einer geschützten Wiese im Norden des Waldes, dem Lek Platts, sehr früh und üppig blüht.
Bemerkenswert ist die Anzahl der im Waldgebiet lebenden bedrohten Tierarten. Viele Vogelarten brüten hier oder nutzen, wie das Goldhähnchen Albrunna lund als Rastplatz. 1988 wurden 32 im Albrunna lund brütende Vogelarten gezählt. Hierzu gehören Kernbeißer, Wendehals, Fitislaubsänger, Baumpieper, Rosenfink, Zaunkönig, Laubsänger, Gartengrasmücke, Nachtigall, und Gelbspötter. Häufigster Vogel ist der Buchfink.
Zu sehen sind auch Waldlaubvogel, Kleiber, Rotschwanz und auch der Pirol. Unter den Insekten ist der Trauermantel zu erwähnen.
Die Abgrenzung zum östlichen Alvargebiet ist durch die dort stehende Mauer und Bodennutzung sehr deutlich. Im Falle einer Aufgabe der Bodennutzung würde sich nach und nach eine Ausdehnung zumindest des Buschwerks aber auch, je nach Bodentiefe, von Bäumen nach Osten ergeben. Es würde ein gleichmäßigerer Übergang zum Alvar entstehen.